# Selim Soldan
Selim Sadok Soldan, född 13 januari 1910 i Borgå, Finland, död 1971 i Göteborg, var en finlandssvensk målare och grafiker. 
Han var son till August Soldan och Lydia Leikas och från 1948 gift med Carna Margareta Ohlsson. Soldan härstammade från en konstnärlig finländsk släkt med flera konstutövare. Soldan studerade vid Ateneum i Helsingfors 1929–1932 och vid Academie Julian i Paris 1939 samt under ett flertal studieresor till bland annat Frankrike, England, Belgien och så gott som årligen från 1951 till Spanien. Han tilldelades ett finländskt statsstipendium 1945 och bosatte sig då i Göteborg för att studera för Ragnar Sandberg, på kort tid acklimatiserade han sig i Sverige och kom i sin konst att närma sig det traditionella Göteborgsmåleriet. Separat ställde han ut på Helsingfors konsthall 1938 och 1940 i Björneborg 1944 och ett flertal gånger på Galleri God konst i Göteborg sedan 1945. Han medverkade i utställningar med Nordisk konst i Göteborg och Lidköping och samlingsutställningar på Mässhallen i Göteborg, Lorensbergs konstsalong samt ett flertal gånger på Göteborgs konsthall och i grupputställningar med Göteborgskonst i övriga Sverige. Hans konst består av upplevelser i det bohuslänska landskapet, spanska landskapsbilder och vegetationsbilder. Soldan är representerad vid Göteborgs museum.